# غنيوة للطير (فلم)
غنيوة للطير فيلم روائي قصير صدر في 2007 سيناريو وإخراج عطية الدرديري.

## بطولة
- فردوس عبد الحميد
- مدحت فوزي
- أجفان
- فاطمة السردي
- شهاب إبراهيم

## فكرة الفيلم
جائت الفكرة من حكايات كان يسمعها عطية الدرديري من البدو في قرية طفولته حول أب يتسبب بهلاك ابنه، وعاشت تلك القصة معه فترة طويلة، ففكر في تحويلها إلى فيلم سينمائي.

## قصة الفيلم
في قرية نائية بصعيد مصر، قصة أم تعيش مع زوجة ابنها الشابة، بعد أن هاجر ولدها للعمل في الخارج، ويغيب الابن أكثر من 13 عامًا، وتنقطع أخباره عن أمه وزوجته، ويختلف أهل حول ما حدث له كما انهم لا يعلمون في أي بلد هو، ولا يعلمون مصيره، إذا كان حيًا أم ميتًا. وتتمسك الأم بإيمان عميق أن الابن عائد في وقت ما.

## جوائز
- حصل الفيلم على جائزة محمد شبل عام 2006
- حصل الفيلم على جائزة شادي عبد السلام عام 2006